# Seutes II
Seutes II (gr.: Σεύθης, Seúthes) – król trackich Odrysów w latach ok. 405 – 387 p.n.e. Syn Maisadesa, władcy z południowo-wschodniej Tracji.
Ok. 405 r. Seutes II podbił ziemie należące do Amadokosa I, króla Odrysów, leżące wzdłuż południowego wybrzeża Morza Egejskiego. Stał się w ten sposób królem tzw. „Dolnego królestwa”. Ateńczyk Ksenofont opisał z autopsji jego kraj w dziele pt. Wyprawa Cyrusa. Przebywał on w Tracji w zimie 400/399 r. Seutes II razem z Amadokosem I zostali ostatecznie pogodzeni ze sobą przez ateńskiego wodza Trazybulosa w 390 r. Stali się także sprzymierzeńcami Aten. Synem Seutesa II był zapewne Kotys I, przyszły król Odrysów.
Królestwo przeszło w ręce Hebryzelmisa, zapewne syna Seutesa I, który rządził królestwem Odrysów w latach ok. 387-384/83. Kotys I po jego zabójstwie zagarnął jego kraj.